# U-Bahnhof Paradiso
Der Bahnhof Paradiso ist ein unterirdischer Bahnhof der U-Bahn Turin. Er befindet sich im gleichnamigen Stadtteil der Stadt Collegno.

## Geschichte
Der Bahnhof Paradiso wurde am 4. Februar 2006 in Betrieb genommen.

## Anbindung
| Linie | Verlauf |
| ----- | --- |
|       | Fermi – Paradiso – Marche – Massaua – Pozzo Strada – Montegrappa – Rivoli – Racconigi – Bernini – Principi d’Acaia – XVIII Dicembre – Porta Susa – Vinzaglio – Re Umberto – Porta Nuova – Marconi – Nizza – Dante – Carducci-Molinette – Spezia – Lingotto – Italia 61 – Bengasi |